# Отверженные (фильм, 1934)
«Отверженные» (фр. Les Misérables) — французский художественный фильм режиссёра Раймона Бернара, снятый в 1933 году и вышедший на экраны в начале 1934-го; экранизация одноимённого романа Виктора Гюго. Состоит из трёх серий, каждая из которых соответствует полнометражному фильму — «Буря в душе» (фр. Une tempête sous un crâne), «Семья Тенардье» (фр. Les Thénardier), «Свобода, милая свобода» (фр. Liberté, liberté chérie). Главные роли исполнили Гарри Бор (Жан Вальжан) и Шарль Ванель (Жавер).

## Сюжет

### 1-я серия. Буря в душе
1815 год. Каторжник Жан Вальжан, обладающий богатырской силой, поддерживает статую на фасаде мэрии Тулона, не давая ей обрушиться. Ценой этого подвига он добивается досрочного освобождения и отправляется в Понтарлье. В Дине его не пускают ни в одну гостиницу и, наконец, указывают на дом монсеньора Мириэля. Епископ даёт Вальжану кров и пищу. Ночью тот крадёт его серебряные столовые приборы. Два жандарма задерживают его и возвращают в дом епископа. Мириэль освобождает Вальжана и отдаёт ему два серебряных канделябра. В лесу Вальжан встречает мальчика-савояра и крадёт у него монету. В Париже Фантина на балу у Бомбарда знакомится со студентом по имени Толомьес.
В 1823 году в Монтрёе-сюр-Мер торжественно открывается профессиональная школа, подаренная городу его мэром, господином Мадленом, автором изобретения, произведшего революцию в стеклодувном деле. Мадлен — не кто иной, как Жан Вальжан. Супруги Тенардье из Монфермея требуют у Фантины денег на содержание её дочери Козетты. Та живёт в семье Тенардье фактически на положении рабыни. На глазах у инспектора полиции Жавера господин Мадлен спасает старика Фошлевана, придавленного телегой. Жавер вспоминает, что только один человек на его памяти обладал такой силой. Фантину увольняют с завода Мадлена. Жавер пишет письмо префекту с доносом на Мадлена, подозревая, что тот на самом деле Жан Вальжан. Фантина отвергает приставания хозяина квартиры. Тенардье присылают новое письмо с требованием денег, в то время как Козетта в мороз ходит за покупками для них.
Над Фантиной, продавшей свои волосы и зубы, решает злобно подшутить прохожий горожанин, сующий ей снег за пазуху. Она бьёт его и попадает под арест. Господин Мадлен освобождает её. У Фантины начинается агония, и её помещают в больницу. Тенардье получают за Козетту 300 франков, но это только разжигает в них жадность. Жавер просит у Мадлена отставки за ложный донос, поскольку настоящий Жан Вальжан якобы пойман. Фантина с радостью узнаёт, что господин Мадлен собирается отправиться за Козеттой. Тот всю ночь думает, нужно ли ему ехать в Аррас на процесс Шанматье, которого принимают за Жана Вальжана. Наконец решившись, Мадлен во весь опор мчится в Аррас и предстаёт перед судом. Он раскрывает себя, и благодаря этому Шанматье освобождают. Мадлен возвращается в больницу к Фантине; туда же приходит Жавер и арестовывает его. Узнав, кто Мадлен на самом деле, Фантина в шоке умирает. Вальжана сажают в тюрьму, но ночью он сбегает оттуда. Ложь монахини Симплиции позволяет ему скрыться.

### 2-я серия. Семья Тенардье
Рождество в Монфермее. Мадам Тенардье заставляет Козетту идти за водой посреди ночи. По дороге та смотрит на большую куклу в витрине магазина игрушек. На обратном пути Козетту встречает Жан Вальжан, который помогает девочке нести ведро, а затем ужинает в таверне Тенардье. Во время ужина он уходит и возвращается с большой куклой для Козетты. Он выкупает девочку у Тенардье.
1832 год. Жан Вальжан, скрывающийся под именем господина Фошлевана, живёт в Париже вместе с Козеттой, считающей его своим отцом. Козетта встречается с Мариусом Понмерси. Мариус просит у своего деда, роялиста Жильнормана, с которым рассорился по политическим мотивам, разрешения жениться на мадемуазель Фошлеван. Но старик предлагает внуку сделать девушку своей любовницей, и возмущённый Мариус уходит.
Он живёт в жалкой лачуге, по соседству с Жондреттами, которые на самом деле Тенардье. У тех в семье две дочери, Эпонина и Азельма, и маленький сын Гаврош. Эпонина влюблена в Мариуса. Супруги Тенардье принимают у себя Жана Вальжана и Козетту. Вальжан обещает вернуться в семь часов с деньгами. Тенардье узнаёт в нём человека, некогда уведшего с собой Козетту, и готовит засаду. Мариус через перегородку подслушивает его намерения и бежит в Люксембургский сад предупредить Козетту. Для своего злодеяния Тенардье нанимает банду «Петушиный час». Мариус предупреждает Жавера; они договариваются об условном сигнале. Тенардье хочет занять комнату у Мариуса, и тот неожиданно узнаёт в нём человека, спасшего его отца во время битвы при Ватерлоо.
Вечером приходит Жан Вальжан. Тенардье требует у него 200 000 франков. Бандиты набрасываются на него. Мариус не решается подать сигнал. Вальжан прикладывает к руке раскалённый прут в знак того, что ничто ему не страшно. Полиция врывается в дом и хватает бандитов. Жан Вальжан ускользает. Жавер, которому Мариус оставил адрес «господина Фошлевана», приходит к нему домой и узнаёт человека, за которым охотился, но Вальжан снова убегает. Мариус узнаёт от Козетты, с которой встречается в потайном месте на улице Плюме, что она уезжает в Англию с отцом. Появляется Жан Вальжан и прогоняет Мариуса. Козетта в слезах, но Вальжан успокаивает её. Вдвоём они смотрят на проходящую мимо колонну каторжников.

### 3-я серия. Свобода, милая свобода
Во время похоронной процессии генерала Ламарка в парижском пригороде Сент-Антуан начинается восстание против правительства короля Луи-Филиппа. Драгунов и национальную гвардию забрасывают камнями и мебелью. Козетта беспокоится за Мариуса, и Жан Вальжан обещает разыскать его. Студенты и Гаврош строят баррикаду на улице Шанврери. Мариус, обессилев от тоски, смотрит на это безучастно. В половине одиннадцатого вечера гвардейцы идут в атаку, и начинается перестрелка. Старик Мабёф водружает флаг на верхушке баррикады и погибает под пулями. Бой возобновляется. Мариус грозится взорвать баррикаду и заставляет гвардейцев отступить. Жавер, шпионивший среди студентов, разоблачён и связан. Гаврош собирает патроны у убитых и погибает с песней на устах. Национальная гвардия даёт залп. Пришедшая на баррикаду Эпонина закрывает Мариуса от пули своим телом и умирает у него на руках. Студенты поют «Марсельезу» и отказываются сдаться. Вальжан присоединяется к ним и даже спасает нескольких людей от смерти. Ему поручают казнить Жавера, но вместо этого он отпускает инспектора.
Студенты взрывают баррикаду. Оставшихся в живых расстреливает гвардия. Тем временем Вальжан уносит на плечах Мариуса, раненого и потерявшего сознание. Жавер следит за ним. Вальжан идёт по канализации. Жавер поджидает его у выхода. Он разрешает ему отнести раненого к Жильнорману. Прежде чем сдаться Жаверу, Вальжан просит разрешения зайти к себе. Жавер разрешает и уходит, не в силах арестовать своего спасителя. Но он не может смириться со столь злостным невыполнением долга и поэтому кончает жизнь самоубийством, бросившись в Сену.
Козетта и Мариус женятся. Жан Вальжан не может присутствовать на свадьбе и вечером одиноко бродит под освещёнными окнами. На следующий день, чувствуя приближение смерти, он приходит домой к молодожёнам и признаётся Мариусу, что он бывший каторжник и не отец Козетты. Попрощавшись с Козеттой, Жан Вальжан умирает, завещав ей серебряные подсвечники епископа Мириэля.

## В ролях
- Гарри Бор — Жан Вальжан / Шанматье
- Шарль Ванель — Жавер
- Флорель — Фантина
- Жослин Гаэль — Козетта
- Габи Трике — Козетта в детстве
- Жан Сервэ — Мариус Понмерси
- Шарль Дюллен — Тенардье
- Маргарит Морено — мадам Тенардье
- Оран Демази — Эпонина
- Денис Меллот — Азельма (в титрах не указана)
- Анри Краусс — епископ Мириэль
- Робер Видален — Анжольрас
- Эмиль Женевуа — Гаврош
- Макс Дерли — господин Жильнорман
- Ролан Армонтель — Феликс Толомьес (в титрах не указан)
- Жинетт д'Ид — сестра Симплиция (в титрах не указана)
- Марта Меллот — Батистина (в титрах не указана)
- Ирма Перро — мадам Маглуар (в титрах не указана)
- Cailloux — Мабёф (в титрах не указан)
- Жан д'Ид — эпизод (нет в титрах)

## Отличия от романа
- Жавер в фильме — персонаж более отрицательный, чем в романе.
- Жан Вальжан освобождён с каторги досрочно за то, что помог спасти дом от обрушения.
- Как и в большинстве экранизаций, опущены повторный арест Вальжана после его побега из тюрьмы Монтрея и побег с новой каторги.
- Опущены пребывание Вальжана и Козетты в лачуге Горбо, их спасение от Жавера и прибытие в монастырь. После их ухода от Тенардье действие переходит к празднованию шестнадцатилетия Козетты.
- Козетта и Мариус уже встречаются к моменту нападения на Вальжана в лачуге Горбо; история их знакомства не показана.
- Мариус уже знаком с Эпониной и Гаврошем до нападения в лачуге Горбо.
- Когда Мариус уведомляет Жавера о планах Тенардье, он также даёт инспектору адрес Вальжана, скрывающегося под именем Фошлевана. Жавер приходит по этому адресу после событий в лачуге Горбо и узнаёт Вальжана. Вальжану приходится бежать в другой дом, где он видит Мариуса и Козетту вместе. После того, как Мариус рассказывает о том что сделал, ожидая благодарности, Вальжан прогоняет его. Только мольбы Козетты заставляют его передумать.
- После ареста Тенардье в лачуге Горбо он больше не появляется.
- Жан Вальжан предстаёт перед господином Жильнорманом, когда он привозит раненого Мариуса домой. Поэтому Жильнорман, Мариус и Козетта с самого начала знают, кто спас Мариуса.
- Жан Вальжан умирает вскоре после признания Мариусу, на следующий день после их с Козеттой свадьбы, от раны, заразившейся в канализации.

## История создания

### Производство
После огромного успеха фильма Раймона Бернара «Деревянные кресты» руководство кинокомпании «Патэ-Натан» решилось на более масштабный проект, доверив Бернару экранизацию романа Виктора Гюго «Отверженные». К этому времени уже существовала широко признанная немая экранизация этого романа, снятая режиссёром Анри Фекуром, но глава компании Бернар Натан считал, что новый взгляд на «Отверженных» может вдохновить население страны в условиях кризиса и иметь огромный успех за рубежом.
Продюсеры предоставили режиссёру полный контроль над производством нового фильма, намереваясь конкурировать с самыми масштабными американскими постановками. Вскоре стало очевидно, что из-за большого объёма романа продолжительность фильма будет существенной, несмотря на все сокращения. Вначале было решено, что фильм будет двухсерийным, однако затем продюсеры согласились на третью серию. Это позволило Бернару включить в фильм большое количество сюжетных линей, персонажей и деталей романа. В качестве автора сценария режиссёр выбрал критика и драматурга Андре Ланга. Музыку к фильму написал знаменитый композитор Артюр Онеггер. Оператором стал Жюль Крюгер, который ранее уже работал с Бернаром на фильме «Деревянные кресты». Крюгер был одним из самых талантливых операторов своего времени и работал над такими крупными французскими постановками, как «Наполеон» Абеля Ганса, «Деньги» Марселя Л’Эрбье и «Пепе ле Моко» Жюльена Дювивье. Художником-постановщиком стал Жан Перье, который построил декорации Парижа XIX века на открытом пространстве, рядом с городом Антиб.
Главную роль Жана Вальжана исполнил Гарри Бор — один из самых популярных французских актёров довоенного времени. Шарль Ванель, сыгравший Жавера, ранее уже снимался у Бернара в фильмах «Чудо волков» и «Деревянные кресты». На роль Эпонины первоначально планировалась Арлетти, а на роль Козетты — Даниэль Дарьё, но в итоге эти роли сыграли Оран Демази и Жослин Гаэль, соответственно. Раймон Бернар и Андре Ланг очень сожалели, что в результате размолвки Арлетти не смогла сыграть Эпонину.

### Прокат и дальнейшая судьба
Премьера фильма состоялась во Франции 3 февраля 1934 года. Три серии «Отверженных» демонстрировались в Париже в трёх разных кинотеатрах — «Парамаунт», «Мариво» и «Мариньян», причём расписание было составлено таким образом, чтобы зритель при желании мог посмотреть весь фильм за день. Зрители приняли фильм с энтузиазмом. Но вскоре после этого финансовая нестабильность в стране сказалась и на киноиндустрии. В 1936 году компания Патэ-Натан объявила о банкротстве. Производство масштабных кинопроектов было прекращено, кинопромышленность была переориентирована на более скромные постановки. Это способствовало развитию поэтического реализма в кино.
Новая ситуация в киноиндустрии привела к тому, что продюсеры не знали, что делать с такими масштабными фильмами, как «Отверженные». В мае 1935 года кинокомпания «Патэ» повторно выпустила фильм, но уже в сокращённом до двух с половиной часов варианте, а в 1936 году вышла 162-х минутная версия, премьера которой состоялась в Нью-Йорке. В 1944 году вышла более длинная двухсерийная версия. Когда Раймон Бернар и Андре Ланг увидели эту версию, то начали судебное разбирательство за то, чтобы восстановить фильм в первоначальном объёме. Им удалось добиться того, что фильм был восстановлен до 204 минут, и долгое время эта версия была единственной доступной. Только в 1970-е годы Бернар по предложению Французской телерадиокомпании восстановил «Отверженных» в почти полном варианте, за исключением некоторых сцен. В частности, не была найдена сцена «Вор» из первой серии. Восстановленная версия была впервые показана по французскому телевидению летом 1977 года, за несколько месяцев до смерти режиссёра.
Сокращённая версия фильма 1935 года была закуплена для проката в СССР. 1 серия демонстрировалась в советском прокате с 20 мая 1935 года, 2 серия с 31 июля того же года. Субтитры — Союзинторгкино, 1935 г.

### Реставрация
В 2012 году компания «Патэ» совместно с Болонской синематекой выполнила цифровую реставрацию «Отверженных» в 4К. Длительность новой версии составила 290 минут, и на сегодня это самая полная версия фильма.

## Художественные особенности

### Операторская работа
В «Отверженных» присутствует влияние киноэкспрессионизма, что, в частности, проявляется в использовании голландского угла. Эпизоды восстания 1832 года сняты ручной камерой, предвосхищая будущие приёмы киножурналистики. Кроме того, в фильме используется сложная система освещения, предвосхищающая эстетику фильмов-нуар.

### Саундтрек
Композитор Артюр Онеггер известен главным образом его оркестровой композицией «Пасифик 231», но он также написал музыку к ряду фильмов. Помимо «Отверженных», это, в том числе, «Наполеон» Абеля Ганса и «Майерлинг» Анатоля Литвака. Характерным для «Отверженных» является использование Онеггером ритмов движения, особенно во время сцен восстания 1932 года. Ещё один запоминающийся момент саундтрека — побег Жана Вальжана с раненым Мариусом через канализацию.
Голливудская концепция кинофильма долгое время была привязана к немому кино. Фактически, музыкальные функции, типичные для немого кино, сохранялись в течение двух десятилетий после рождения звукового кино (1927). Напротив, особенность саундтрека Онеггера к «Отверженным», по сравнению с другими фильмами 1930-х, — небольшое количество музыкальных реплик. Одно из исключений — монолог Вальжана-Мадлена, в котором он очень резко отказывается от идеи открыть свою настоящую личность. В этой сцене крик персонажа имитируется музыкой.

## Критика
Фильм получил положительные отзывы от кинокритиков. Как указано в аннотации к DVD-изданию «Отверженных» компании «Criterion Collection», большинство кинокритиков считает именно версию Раймона Бернара лучшей экранизацией романа Гюго. Жак Лурсель назвал «Отверженных» «фильмом честного человека и гуманиста» и «самой приемлемой экранизацией романа Гюго». Филипп Френч назвал фильм Бернара лучшей экранизацией «Отверженных» «по всеобщему согласию»; также он указал, что на визуальный стиль «Отверженных», помимо киноэкспрессионизма, повлияли картины Курбе и Делакруа. Американский критик Майкл Корески называет созданный Гарри Бором образ Жана Вальжана лучшим киновоплощением этого персонажа.

## Издания на видео
В США компания «Criterion Collection» издала 279-минутную версию «Отверженных» под лейблом Eclipse вместе с фильмом «Деревянные кресты» в DVD-коллекции Раймона Бернара 14 июля 2007 года. Отреставрированный 290-минутный вариант фильма был издан на дисках Blu-ray во Франции компанией «Патэ» 4 декабря 2013 года и в Великобритании компанией «Eureka Entertainment» 8 декабря 2014 года.